# پتر پاول
پتر پاول (تلفظ چک: [ˈpɛtr̩ ˈpavɛl]؛ زاده ۱ نوامبر ۱۹۶۱) سیاستمدار و ژنرال چهار ستاره (ارتشبد) بازنشسته ارتش چک است که از مارس ۲۰۲۳ رئیس‌جمهور کشور جمهوری چک می‌باشد. وی پیش از این از سال ۲۰۱۵ تا ۲۰۱۸ به عنوان رئیس کمیته نظامی ناتو و از سال ۲۰۱۲ تا ۲۰۱۵ به عنوان رئیس ستاد کل نیروهای مسلح چک خدمت کرده‌است.

## زندگی شخصی
پاول در پلانا (ناحیه تاخوف) در خانواده ای نظامی به دنیا آمد، بلافاصله پس از فارغ‌التحصیل شدن از دبیرستان در سال ۱۹۸۳ به خدمت سربازی رفت. دوران حضور او در ارتش خلق چکسلواکی و عضویت در حزب کمونیست چکسلواکی موضوعی است که مکرر به او  انتقاد می‌شود. پس از انقلاب مخملی، پاول به ارتش تازه تأسیس چک پیوست و در تخلیه پایگاه کارین در کرواسی شرکت کرد و همین عملیات باعث تحسین و شهرت بین‌المللی او شد. پاول از سال ۲۰۱۲ تا ۲۰۱۵ رتبه‌های نظامی را اخذ نمود تا رئیس ستاد کل نیروهای مسلح چک شود. او متعاقباً بین سال‌های ۲۰۱۵تا ۲۰۱۸ به عنوان رئیس کمیته نظامی ناتو اولین افسر نظامی بلوک شرق سابق بود که برای تصدی این پست انتخاب شد. وی از خدمت سربازی بازنشسته شد و پس از پایان دوره با درجه ممتاز از خدمت معاف گردید.

## شرکت در انتخابات
در سال ۲۰۲۱، پاول تلاش خود را برای حضور در انتخابات ریاست جمهوری جمهوری چک (۲۰۲۳) چک اعلام کرد. او بر بستر همکاری نزدیکتر با متحدان ناتو، حمایت از اوکراین و مشارکت بیشتر در اتحادیه اروپا بود. او موضع جنگ طلبانه در قبال روسیه و چین را پذیرفت. پاول در دور اول انتخابات با ۳۵ درصد پیروز شد و در دور دوم در برابر آندری بابیش با ۵۸درصد آرا به عنوان چهارمین رئیس‌جمهور کشور پیروز انتخابات شد. پاول در ۹ مارس ۲۰۲۳ جایگزین میلوش زمان می‌شود. او اولین رئیس‌جمهور با سابقه نظامی پس از لودویک سوبودا و اولین رئیس‌جمهور بدون تجربه سیاسی می‌باشد. پاول بعد از انقلاب مخملی در چکسلواکی مدرک کارشناسی ارشد خود را از کینگز کالج لندن در رشته روابط بین‌الملل اخذ کرد.